# Domenico Fontana
Domenico Fontana (n. 1543, Melide⁠(d), Cantonul Ticino, Elveția – d. 1607, Napoli, Regatul Neapolelui) a fost un arhitect italian care a creat Statuia Sfântul Pavel din Columna lui Marcus Aurelius în 1589.

## Biografie
S-a născut la Melide, un sat de pe lacul Lugano, la acea vreme în posesia comună a unor cantoane elvețiene ale vechii Confederații Elvețiene, și în prezent parte a Ticino, Elveția, și a murit la Napoli. A plecat la Roma în 1563, pentru a se alătura fratelui său mai mare. Și-a început cariera ca tencuitor, apoi ca zidar și maestru constructor, cu o expertiză deosebită în măsurare și abilități tehnice. Primul proiect arhitectural al lui Fontana a fost o vilă în Piazza Pasquino pentru cardinalul Montalto, construită între 1577 și 1578. Montalto i-a încredințat mai târziu în 1584 ridicarea Cappella del Presepio (Capela ieslei) în Basilica di Santa Maria Maggiore, o clădire puternică cu cupolă peste o cruce greacă. Este o structură minunat de bine echilibrată, în ciuda abundenței de detalii și a supraîncărcării ornamentelor bogate, care nu interferează în niciun fel cu schema arhitecturală principală. Este încoronat de o cupolă în stilul timpuriu al lui S. Mario la Montepulciano.
Mai importante au fost modificările pe care le-a făcut în Basilica di San Giovanni in Laterano (c. 1586), unde a introdus în loggia fațadei nordice o arcadă dublă impunătoare cu deschidere largă și amploare, și probabil a adăugat porticul cu două etaje Scala Santa. Această predilecție pentru arcade ca trăsături esențiale ale unei scheme arhitecturale a fost evidențiată în fântânile proiectate de Domenico și fratele său Giovanni, de exemplu Fontana dell'Acqua Paola sau Fontana di Termini planificate în aceeași direcție. A devenit membru al Accademia di San Luca în 1585.
Printre clădirile seculare, stilul său puternic reținut, cu sugestia sa de la Jacopo Barozzi da Vignola, este cel mai bine exemplificat în Palatul Lateran (început în 1586), în care aplicarea viguroasă a principiilor structurale sănătoase și puterea de coordonare sunt incontestabile, dar și lipsa totală de imaginație și monotonia sterilă a stilului. Era caracteristic pentru el să rămână mulțumit cu o singură soluție la o problemă arhitecturală, așa cum se vede în faptul că mai târziu a reaplicat motivul Palatului Lateran în Palatul Apostolic și în adăugirile la Palatul Quirinal.